# Cervaro (Lazio)
Cervaro település Olaszországban, Lazio régióban, Frosinone megyében. Lakosainak száma 7780 fő (2023. január 1.). Cervaro Cassino, San Vittore del Lazio, Sant’Elia Fiumerapido, Vallerotonda és Viticuso községekkel határos.

## Népesség
A település lakossága az elmúlt években az alábbi módon változott:
| Lakosok száma | 8094 | 8093 | 7780 |
|               | 2017 | 2018 | 2023 |